# Ligne 9 du métro de Shanghai
Pour les articles homonymes, voir Ligne 9.
La ligne 9 est une ligne sud-ouest-nord-est du réseau du métro de Shanghai. La ligne relie Songjiang South Railway Station dans le district de Songjiang à Caolu en passant par le quartier de Pudong. La ligne est de couleur bleu clair sur les cartes.

À l'échelle, la carte de la ligne 9 du métro de Shanghai.

## Stations
| Nom des stations          | Nom des stations | Connexions                                                                                 | Distance km | Distance km | Localisation |
| Anglais                   | Chinois          | Connexions                                                                                 | Distance km | Distance km | Localisation |
| ------------------------- | ---------------- | ------------------------------------------------------------------------------------------ | ----------- | ----------- | ------------ |
|                           |                  |                                                                                            |             |             |              |
| Songjiang South           | 松江南站         | Gare de Songjiang-Sud                                                                      | 0.00        | 0.00        | Songjiang    |
| Zuibaichi Park            | 醉白池           | Gare de Songjiang                                                                          | 1.79        | 1.79        | Songjiang    |
| Songjiang Sports Center   | 松江体育中心     | Songjiang Tram                                                                             | 1.73        | 3.53        | Songjiang    |
| Songjiang Xincheng        | 松江新城         |                                                                                            | 1.58        | 5.15        | Songjiang    |
| Songjiang University Town | 松江大学城       | Songjiang Tram                                                                             | 2.64        | 7.75        | Songjiang    |
| Dongjing                  | 洞泾             |                                                                                            | 3.38        | 11.13       | Songjiang    |
| Sheshan                   | 佘山             |                                                                                            | 2.20        | 13.34       | Songjiang    |
| Sijing                    | 泗泾             |                                                                                            | 3.86        | 17.21       | Songjiang    |
| Jiuting                   | 九亭             |                                                                                            | 6.24        | 23.45       | Songjiang    |
| Zhongchun Road            | 中春路           |                                                                                            | 2.26        | 25.72       | Minhang      |
| Qibao                     | 七宝             |                                                                                            | 1.30        | 27.02       | Minhang      |
| Xingzhong Road            | 星中路           |                                                                                            | 1.88        | 28.90       | Minhang      |
| Hechuan Road              | 合川路           |                                                                                            | 1.85        | 30.76       | Minhang      |
| Caohejing Hi-Tech Park    | 漕河泾开发区     |                                                                                            | 1.33        | 32.09       | Xuhui        |
| Guilin Road               | 桂林路           |                                                                                            | 2.03        | 34.12       | Xuhui        |
| Yishan Road               | 宜山路           | Ligne 3 du métro de Shanghai · Ligne 4 du métro de Shanghai                                | 1.68        | 35.81       | Xuhui        |
| Xujiahui                  | 徐家汇           | Ligne 1 du métro de Shanghai · Ligne 11 du métro de Shanghai                               | 1.50        | 37.32       | Xuhui        |
| Zhaojiabang Road          | 肇嘉浜路         | Ligne 7 du métro de Shanghai                                                               | 1.38        | 38.70       | Xuhui        |
| Jiashan Road              | 嘉善路           | Ligne 12 du métro de Shanghai                                                              | 1.06        | 39.77       | Xuhui        |
| Dapuqiao                  | 打浦桥           |                                                                                            | 0.87        | 40.64       | Huangpu      |
| Madang Road               | 马当路           | Ligne 13 du métro de Shanghai                                                              | 0.84        | 41.48       | Huangpu      |
| Lujiabang Road            | 陆家浜路         | Ligne 8 du métro de Shanghai                                                               | 0.94        | 42.43       | Huangpu      |
| Xiaonanmen                | 小南门           |                                                                                            | 1.47        | 43.90       | Huangpu      |
| Shangcheng Road           | 商城路           |                                                                                            | 2.39        | 46.30       | Pudong       |
| Century Avenue            | 世纪大道         | Ligne 2 du métro de Shanghai · Ligne 4 du métro de Shanghai · Ligne 6 du métro de Shanghai | 0.97        | 47.28       | Pudong       |
| Middle Yanggao Road       | 杨高中路         |                                                                                            | 2.43        | 49.72       | Pudong       |
| Fangdian Road             | 芳甸路           |                                                                                            | 1.06        | 50.78       | Pudong       |
| Lantian Road              | 蓝天路           |                                                                                            | 2.12        | 52.90       | Pudong       |
| Taierzhuang Road          | 台儿庄路         |                                                                                            | 2.30        | 55.21       | Pudong       |
| Jinqiao                   | 金桥             |                                                                                            | 1.54        | 56.75       | Pudong       |
| Jinji Road                | 金吉路           |                                                                                            | 1.69        | 58.45       | Pudong       |
| inhai Road                | 金海路           | Ligne 12 du métro de Shanghai                                                              | 1.02        | 59.47       | Pudong       |
| Gutang Road               | 顾唐路           |                                                                                            | 1.71        | 61.19       | Pudong       |
| Minlei Road               | 民雷路           |                                                                                            | 1.12        | 62.31       | Pudong       |
| Caolu                     | 曹路             |                                                                                            | 1.50        | 63.82       | Pudong       |
|                           |                  |                                                                                            |             |             |              |

### Principales stations

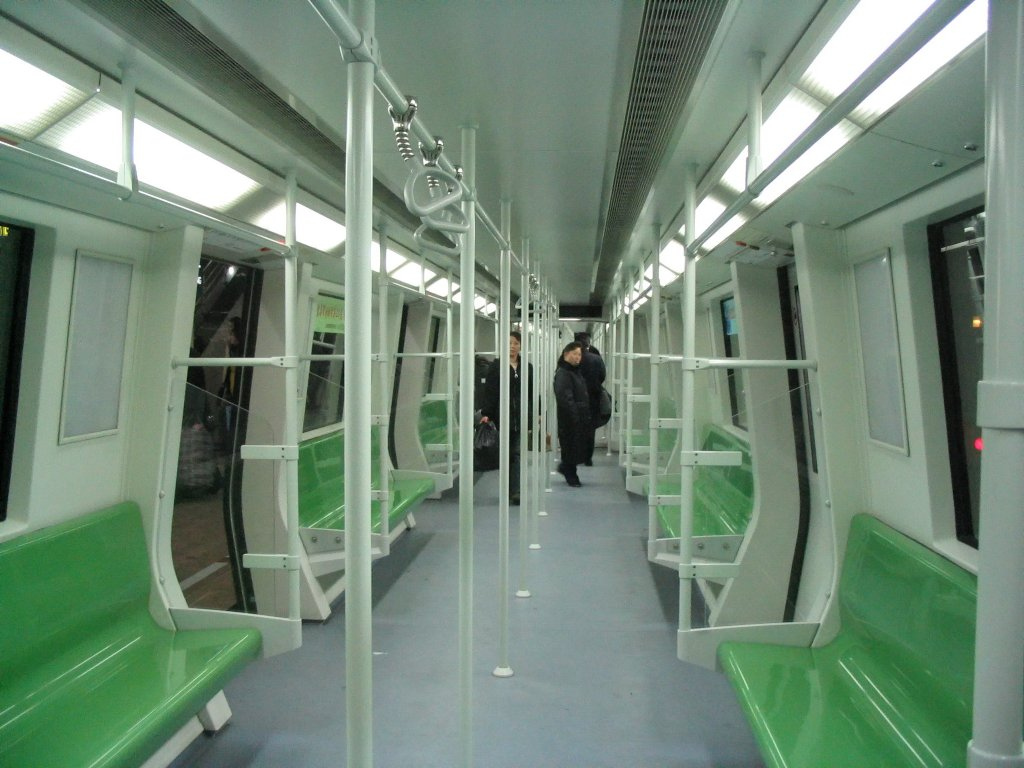
Intérieur de la ligne 9 train série AC04

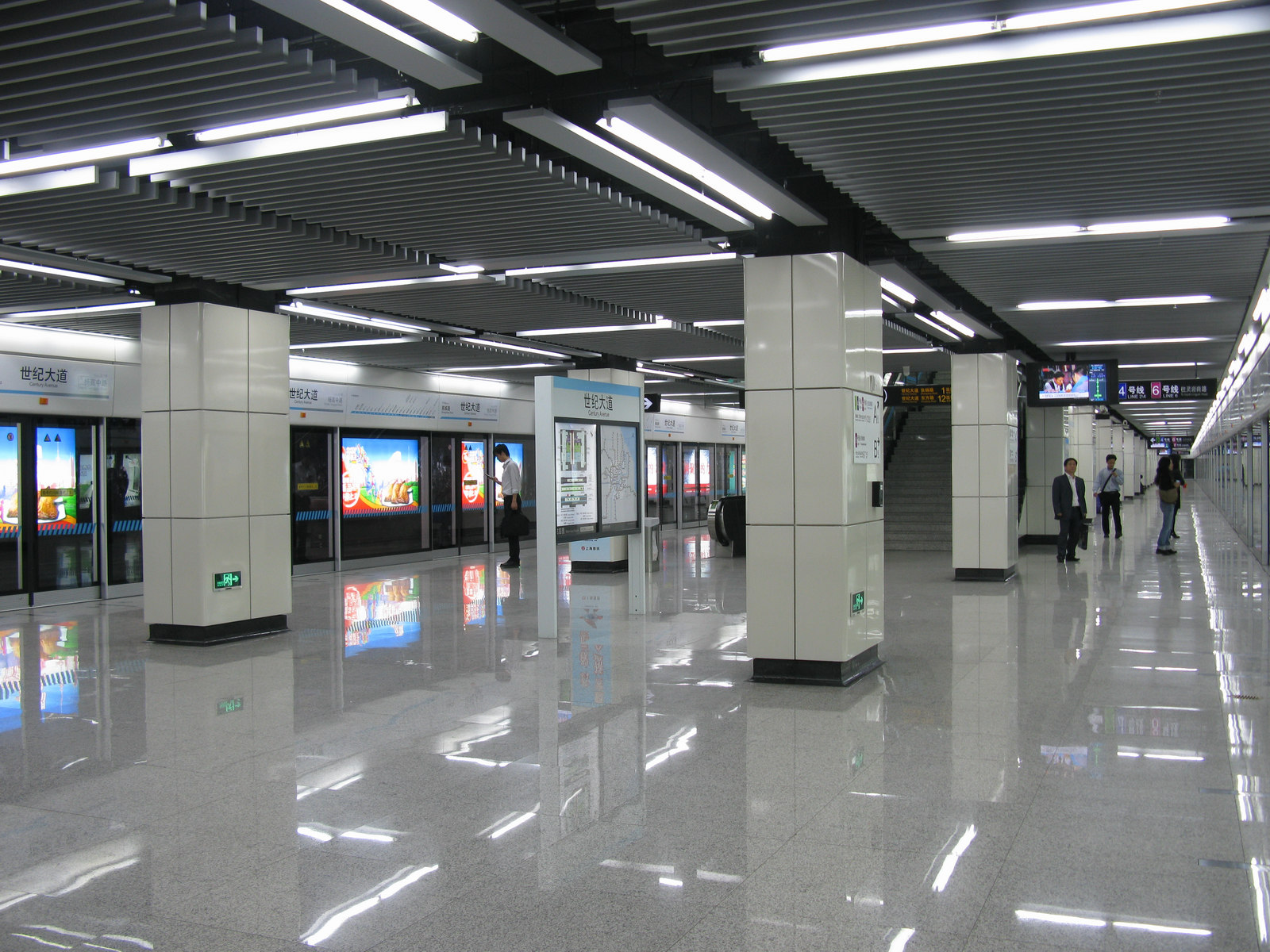
Quai de la station Century Avenue

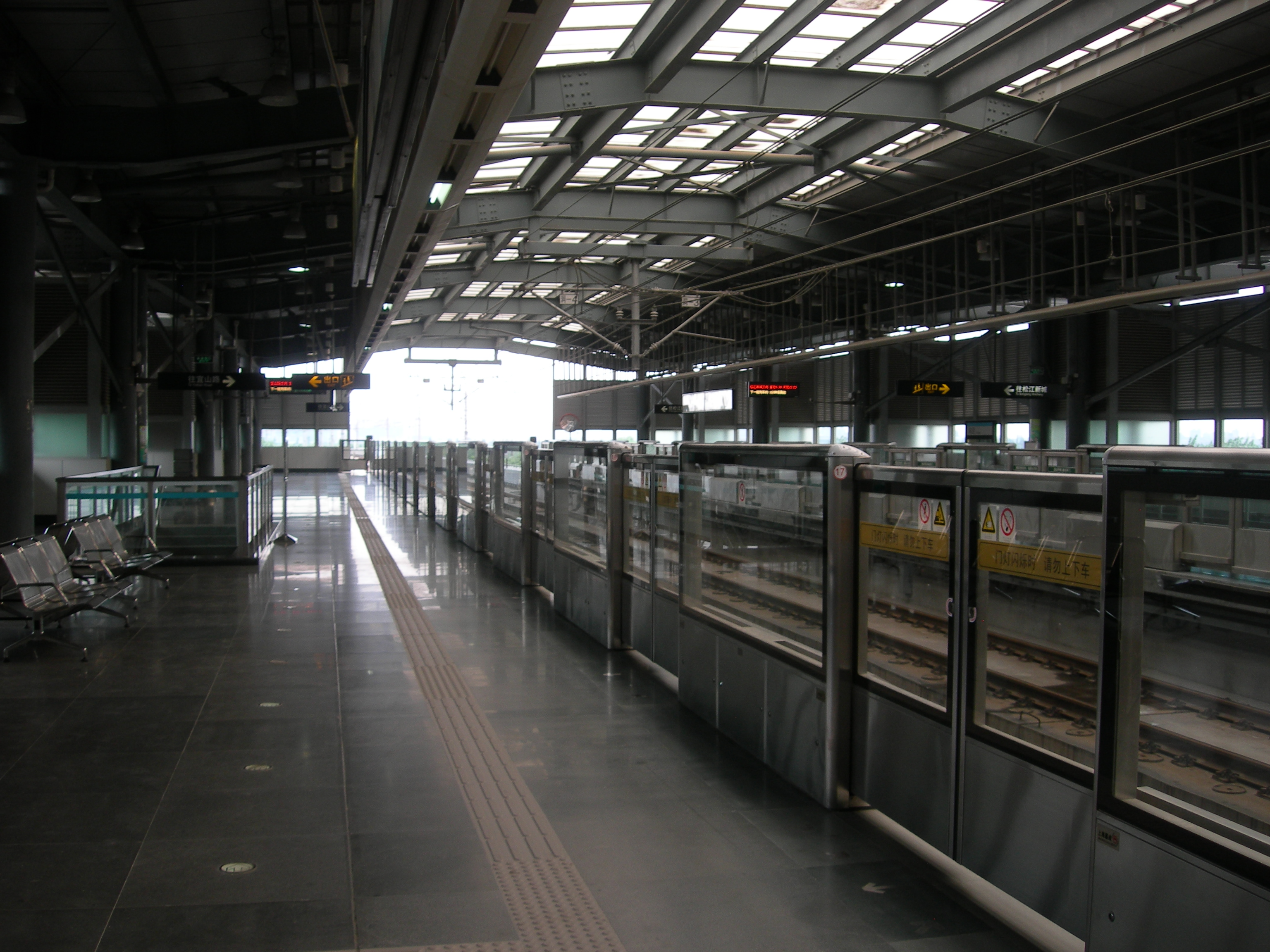
Station de Dongjing

- Ville universitaire de Songjiang. Ce lieu rassemble plusieurs universités de premier plan à Shanghai, y compris l'université de Donghua, l'université des études internationales de Shanghai, East China University of Political Science and Law, l'université de commerce international et d'économie de Shanghai.
- Sheshan : ne destination touristique et de pèlerinage avec l'observatoire Sheshan et la basilique de Sheshan.
- Qibao : cette station dessert la vieille ville de Qibao.
- Caohejing Hi-Tech Park : elle dessert Caohejing, une zone de développement high-tech.
- Xujiahui : à Xujiahui. L'une des stations de métro les plus fréquentées de Shanghai, avec des centres commerciaux et des immeubles de bureaux à proximité, ainsi qu'un transfert vers la ligne 1 et la ligne 11.
- Century Avenue : une importante station d'échange avec quatre lignes : ligne 2, ligne 4, ligne 6 et ligne 9.

## Historique
La première phase de la ligne 9, reliant Songjiang Xincheng à la station Guilin Road, a été ouverte le 29 décembre 2007. Elle utilisait les trains Bombardier Movia qui venaient de la ligne 1.
La ligne 9 n'était pas directement connectée au reste du réseau de métro de Shanghai jusqu'à l'ouverture de la station Yishan Road le 28 décembre 2008. La station Yishan Road est un échangeur entre les lignes 3 et 4. Une navette transportait les passagers entre les gares de Guilin Road et de Yishan Road jusqu'à ce que la construction soit terminée.
En décembre 2009, la deuxième phase de la ligne 9 (de Yishan Road à Century Avenue) a été achevée, offrant aux passagers une liaison directe du district de Songjiang, à l'ouest, à Pudong, à l'est, sans correspondance.
Le 7 avril 2010, l'extension de la gare routière de Middle Yanggao a été achevée.
Le 30 décembre 2012, l'extension de la nouvelle ville de Songjiang à la gare sud de Songjiang a été ouverte.
Le 30 décembre 2017, l'extension est de la ligne, composée de 9 stations reliant Middle Yanggao Road à Caolu, est entrée en service.
| Segment                              | Commencement     | Longueur             | Station (s) | Nom                        |
| ------------------------------------ | ---------------- | -------------------- | ----------- | -------------------------- |
| Songjiang Xincheng - Guilin Road     | 29 décembre 2007 | 29,013 km (18,03 mi) | 12          | Phase 1 (section initiale) |
| Guilin Road - Yishan Road            | 28 décembre 2008 | 1,687 km (1,05 mi)   | 1           | Phase 1 (dernière section) |
| Yishan Road - Century Avenue         | 31 décembre 2009 | 11,491 km (7,14 mi)  | 9           | Phase 2 (section initiale) |
| Century Avenue - Middle Yanggao Road | 7 avril 2010     | 2,435 km (1,51 mi)   | 1           | Phase 2 (dernière section) |
| Songjiang South - Songjiang Xincheng | 30 décembre 2012 | 6,474 km (4,02 mi)   | 3           | Phase 3 (section sud)      |
| Middle Yanggao Road - Caolu          | 30 décembre 2017 | 14,099 km (8,76 mi)  | 9           | Phase 3 (section est)      |

## Matériel roulant
| Type   | Temps de fabrication | Séries | Ensembles | Assemblée                 | Remarques                                                                               |
| ------ | -------------------- | ------ | --------- | ------------------------- | --------------------------------------------------------------------------------------- |
| Type A | 2004–2005            | 09A01  | dix       | Tc + Mp + M + M + Mp + Tc | Fabriqué par CNR Changchun et la plate-forme Bombardier, tous transférés de la ligne 1. |
| Type A | 2008-2010            | 09A02  | 41        | Tc + Mp + M + M + Mp + Tc | Fabriqué par CNR Changchun sur la base de la plateforme Bombardier Movia.               |
| Type A | 2016-2018            | 09A03  | 36        | Tc + Mp + M + M + Mp + Tc | Fabriqué par CNR Changchun.                                                             |

## À voir
- Colline de Sheshan, et sa Basilique.
- Parc aquatique Maya Beach de Shanghai, et le parc de loisirs Happy Valley.